# Paul Griffin
Paul Arthur Griffin (Shelby, 20 gennaio 1954) è un ex cestista statunitense, professionista nella NBA.

## Carriera
Venne selezionato dai New Orleans Jazz al quinto giro del Draft NBA 1976 (74ª scelta assoluta).